# Pieve a Nievole
Pieve a Nievole (['piɛ:ve a nniɛ:vole])es una localidad italiana de la provincia de Pistoia, región de Toscana, con 9.602 habitantes.

Ubicación de la ciudad de Pieve a Nievole dentro de la provincia de Pistoia.

## Evolución demográfica
| Gráfica de evolución demográfica de Pieve a Nievole entre 1861 y 2001 |
|                                                                       |
| Fuente ISTAT - Elaboración gráfica por parte de Wikipedia             |